# Serap Yücesir
Serap Yücesir (Kars, 18 marzo 1973) è un'ex cestista turca.
È alta 188 centimetri e giocava nel ruolo di centro.

## Carriera
Iniziò a giocare a 13 anni, nel Bayraklıspor di Smirne. Nel 1990, ancora diciassettenne, approdò al Fenerbahçe İstanbul, dove rimase per ben 13 stagioni. Si trasferì quindi al Galatasaray SK, ma dopo un solo anno fece ritorno alla precedente squadra. È una veterana della nazionale turca femminile, con la quale ha vinto una medaglia d'oro ai Giochi del Mediterraneo (2005).
È laureata in farmacia. È sposata e ha un figlio.